# Africa Presse
AfricaPresse.com es un diario digital de noticias e información publicado exclusivamente en internet y que utiliza numerosas colaboraciones y fuentes externas. Casi todo el contenido del periódico es accesible de forma gratuita todos los días. También se ponen a disposición del lector otras fuentes, como el blog. Africa Presse cubre una amplia gama de áreas: noticias, política, economía, deporte, cultura, educación, medios de comunicación, ciencia, tecnología, salud, religión o sociedad. En 2010, el periódico en línea fue completamente rediseñado para ofrecer a los usuarios un sitio web interactivo con acceso a través del teléfono móvil. 

## Historia
El 1 de febrero de 2007, Désiré Kammogné, todavía estudiante, puso en marcha una revista digital llamada CamerounPlus.com desde Winnipeg (Canadá). Un año más tarde la revista adoptó su nombre actual, Africa Presse. El periódico cubre la actualidad africana en su totalidad, con especial incidencia en Camerún, la nacionalidad de muchos de sus redactores. En 2010 se crearon nuevas secciones del periódico, como secciones de cocina, obituario y celebridades. Este nuevo impulso se reconoce en particular por el cambio de imagen del periódico. Desde entonces, la sección de cultura y medios también ha experimentado cambios con la incorporación de dos secciones de belleza y bienestar a la revista Africa Presse. Estas secciones en constante expansión tratan de la cultura africana (danza, teatro, cine, música y literatura), personalidades de la diáspora y noticias culturales de Canadá, Estados Unidos, Francia u otros lugares que afectan a África. 
En 2012, el periódico se digitalizó lanzando su primera aplicación para Android que permitía a los usuarios seguir las noticias en tiempo real desde su teléfono móvil y tableta.

## Estructura
Entre los cargos más importantes del periódico, destacan como director editorial ejecutivo Désiré Kammogne y como director editorial Maguia Carine.